# Cleome consimilis
Cleome consimilis är en paradisblomsterväxtart som beskrevs av Adolf Ernst. Cleome consimilis ingår i släktet paradisblomstersläktet, och familjen paradisblomsterväxter. Inga underarter finns listade i Catalogue of Life.